# Xanthoceras
Xanthoceras és un gènere d'arbres pertanyent a la família Sapindaceae natural de la Xina.

## Taxonomia
- Xanthoceras enkianthiflora
- Xanthoceras sorbifolium
- Xanthoceras sorbifolia